# Chan Santa Cruz
Chan Santa Cruz was de grootste van de onafhankelijke Mayastaten in het oosten van Yucatán, in de huidige deelstaat Quintana Roo, tijdens de Kastenoorlog in de late 19e eeuw. De hoofdstad heette eveneens Chan Santa Cruz, het huidige Felipe Carrillo Puerto. Inwoners van Chan Santa Cruz werden Cruzob genoemd.
Chan Santa Cruz werd gesticht in 1850 nabij een cenote, geïnspireerd door het "sprekende kruis". De cultus van het sprekende kruis was een syncretische religie, bestaande uit traditionele Maya- en Christelijke elementen. Aan het hoofd van Chan Santa Cruz stond de nohoch tatich, oftewel de "patroon van het kruis", die zowel militair als geestelijk leider was. De tatichs claimden dat ze hun positie van God hadden gekregen. Ook de strijd tegen de blanke bevolking van Yucatán werd als opdracht van God beschouwd. De bekendste tatichs waren Venancio Puc (1858-1864) en Crescencio Poot (1875-1885).
Chan Santa Cruz werd erkend door het Verenigd Koninkrijk dit was deels omdat de Cruzob een grotere militaire macht hadden dan Brits-Honduras, dat aan Chan Santa Cruz grensde, en deels omdat het economisch voordelig was voor de Britten om goede handelsrelaties te onderhouden met Chan Santa Cruz. In 1893 trokken de Britten de erkenning in, en Mexico verhoogde de militaire druk op Chan Santa Cruz, dat acht jaar later weer door de Mexicanen werd onderworpen.